# Boudjemaa Souidani
Boudjemaa Souidani (en arabe : بوجمعة سويداني) né le 10 février 1922 à Guelma et mort le 16 avril 1956 près de Koléa est un responsable politique et résistant algérien durant la Guerre de libération nationale.

## Biographie
Boudjemaa Souidani pousse ses études d'abord dans sa ville de Guelma, puis les poursuit en lycée jusqu'à la fin du secondaire (il n'y a pas de lycée à cette époque à Guelma). Il est un des rares leaders nationalistes à avoir mené aussi loin sa scolarité. Après celle-ci il travaille, sans doute comme typographe, chez un imprimeur de Guelma. Il adhère au PPA en 1942 et prend part aux manifestations du 8 mai 1945 mais il échappe aux massacres. Il a joué au football au sein de l'ES Guelma, où son rôle d'animateur et de formateur auprès des jeunes est reconnu. 
Ses convictions nationalistes sont renforcées et il devient l'un des animateurs les plus radicaux du PPA-MTLD jusqu'à son arrestation en 1946. Il rejoint à sa sortie de prison en 1948 l'Organisation Spéciale (OS), et s'installe dans la Mitidja sous le nom de "Si Djallali". Il sera ensuite transféré en 1951 à Oran où il participera aux côtés d'Ahmed Benbella et Hocine Aït Ahmed à l'attaque de la poste d'Oran.
Entré dans une clandestinité totale, il fait partie des 22 membres du CRUA qui décidèrent du déclenchement de la Guerre d'Algérie lors de la réunion qui s'est tenue dans une modeste villa du Clos Salambier appartenant à Lyès Deriche. C'est à lui qu'on attribue, lors de la réunion décisive, la phrase "puisque nous sommes des révolutionnaires, alors c'est le moment de faire la révolution". Il est  l'un des adjoints de Rabah Bitat responsable de la Wilaya IV, il est chargé de la Mitidja. Pendant cette période il se marie et est père d'une fille.
Il est tué le 16 avril 1956 à un barrage de gendarmerie au lieu-dit Magtaâ Kheira, sur la RN67, près de Koléa.

## Postérité
De nombreux lieux en Algérie portent son nom, la commune de souidania près de Ouled Fayet wilaya d'Alger,et le village où il a vécu dans la commune de Boufarik, le stade Souidani Boudjemaa de Guelma et de nombreux boulevard et avenues à travers le pays.